# Predrag Bojić (calciatore)
Predrag Bojić, detto Pedj (Sydney, 9 aprile 1984), è un calciatore australiano, difensore dell'Hawkesbury City.

## Biografia
Bojic esercita anche la professione di personal trainer a Sydney.

## Carriera
Di famiglia serba, Bojic inizia a giocare nel Parramatta Power. Dopo una parentesi di due anni al Sydney Olympic, nel 2004 si trasferisce a parametro zero al Northampton Town, dove trova spazio diventando un pilastro della difesa dei Cobblers.
Nel gennaio 2007 Bojic si infortuna gravemente. Un anno dopo, nel 2008, va ai Sutherland Sharks per una breve parentesi. 
Lo stesso anno viene prelevato dal Central Coast Mariners dopo un periodo di prova.

## Palmarès
- Campionato australiano: 1

Central Coast Mariners: 2012-2013